# 臺北市立啟聰學校
臺北市立啟聰學校，簡稱北聰、台北啟聰學校，位於臺北市大同區重慶北路三段中山高速公路台北交流道出口附近，又與台北孔廟、大龍峒保安宮為鄰，比鄰老師府的府第。該校是一所特殊教育學校，主要招收對象為聽障學生及多重障礙學生。

## 校史
台北市立啟聰學校由1917年建校，曾五度遷校，是為培植聽覺障礙學子設立，也是台灣歷史悠久的一所特殊學校。
- 該校創設於1917年，初名「木村盲啞教育所」。
- 1920年改名「私立臺北盲啞學校」。
- 1928年改制為「台北州立台北盲啞學校」。
- 1945年定名為「臺灣省立臺北盲啞學校」。
- 1962年奉令改名為「臺灣省立臺北盲聾學校」。
- 1967年臺北市改制為院轄市，同年7月易名為「臺北市立盲聾學校」。
- 1975年7月1日奉令將盲聾兩部獨立設校，再度更名為「臺北市立啟聰學校」。
- 2009年10月16日，原本北排大樓拆除，並重建新型北排大樓及綜合大樓。新型北排大樓建築類似南排大樓，預計2011年4月底之前完工啟用，另外宿舍、操場及校門警衛室也接著更新修繕。
- 2009年10月3日，操場改建溫水游泳池及附建臺北市停車管理工程處地下停車場開工動土，為地上1樓，地下2樓，地下停車場給附近居民、老師使用，預計有汽車180位、機車97位，預計103年啟用。
- 2012年5月，北排大樓完工啟用。
- 2014年11月20日，臺北市停車管理工程處地下停車場啟用，為地上1樓、地下2樓，地下停車場給附近居民、老師使用，預計有汽車180位、機車97位，並於12月16日起收費。
- 2020年10月27日，由原先餘裕空間學生宿舍大樓改建之教育社福大樓啟用，1、2樓為大龍峒非營利幼兒園，3、4樓為大龍峒身障社區長照機構。[1][2][3]

## 歷屆校長
| 任別 | 任職時間        | 姓名            |
| ---- | --------------- | --------------- |
| 一   | 1928/9--1945    | 木村謹吾 校長   |
| 二   | 1946/2--1951/7  | 林文勝 校長     |
| 三   | 1951/8--1957/1  | 柯潮洲 校長     |
| 四   | 1957/2--1975/7  | 陳俠 校長       |
| 五   | 1975/8--1985/7  | 張祥先 校長     |
| 六   | 1985/8--1990/7  | 張明輝 校長     |
| 七   | 1990/8--1994/1  | 林忠廉 校長     |
| 八   | 1994/2--2001/7  | 魏瑞金 校長     |
| 九   | 2001/8--2004/7  | 陳秀蓉 校長     |
| 十   | 2004/8--2011/10 | 李榮輝 校長     |
| 十一 | 2011/11–2012/7  | 余賢桄 代理校長 |
| 十二 | 2012/8--2020/7  | 葉宗青 校長     |
| 十三 | 2020/8-現在     | 趙麗華 校長     |

## 學部
普通高中部
- 普通科

技術高中部
- 電子商務科
- 多媒體設計科
- 餐飲管理科
- 門市服務科(招收多障生為主)

國中部
- 啟聰班

國小部
- 啟聰班

幼兒部
- 幼兒班
- 嬰幼兒班

## 外部連結
- 台北市立啟聰學校 （页面存档备份，存于）

1. ↑  .   [2023-02-08]. （原始内容存档于2023-02-08）.
2. ↑  .   [2023-02-08]. （原始内容存档于2023-02-08）.
3. ↑  .   [2023-02-08]. （原始内容存档于2023-02-08）.